# Liceo ginnasio statale Scipione Maffei
Il liceo ginnasio statale "Scipione Maffei" (dal 1867 intitolato all'erudito veronese Scipione Maffei) è il primo liceo napoleonico istituito nel Veneto.
Si tratta di un liceo classico e linguistico situato nel centro storico di Verona. Il liceo è dotato di un museo di scienze biologiche, laboratori di fisica e chimica e di una biblioteca con più di 25.000 volumi. A commemorarne il bicentenario dalla fondazione come liceo convitto (1807-2007), l'Istituto Poligrafico e Zecca dello Stato ha emesso per il 2007 un francobollo celebrativo.
Assieme al liceo scientifico "Messedaglia" (istituito nel 1923), costituisce la coppia dei licei storici di Verona. Dal 2015 la dirigenza è affidata al professor Roberto Fattore, già insegnante di lettere nel medesimo liceo.

## Storia

### Il periodo napoleonico
Il Liceo fu istituito il 18 dicembre 1804 con decreto dell'allora Repubblica Italiana napoleonica (ex Repubblica Cisalpina). Le lezioni ebbero inizio il 7 maggio 1805 presso le antiche scuole cittadine di San Sebastiano (ora Biblioteca Civica), già rette dai Gesuiti.

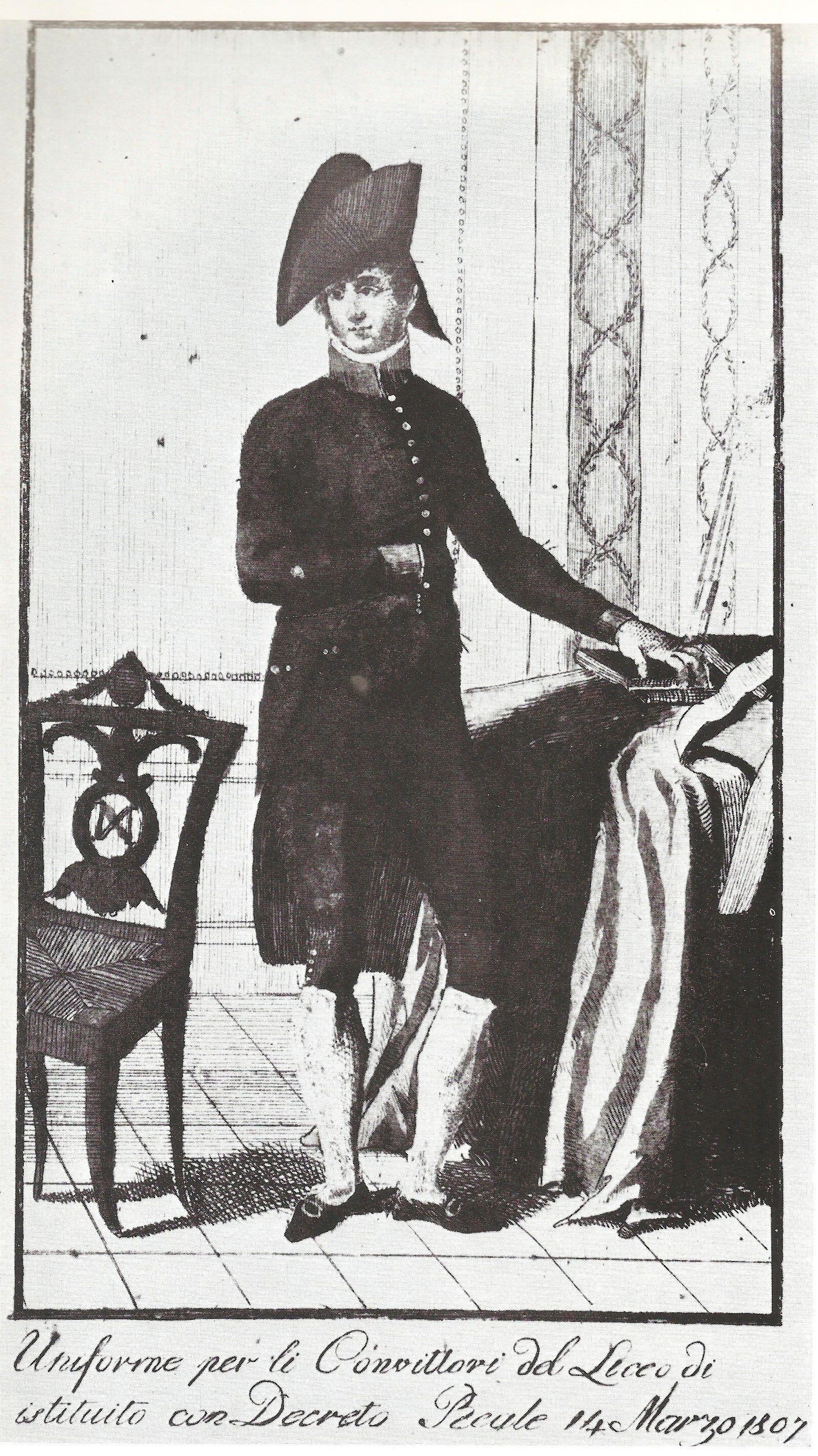
"Uniforme per li Convittori del Liceo istituito con Decreto Reale 14 Marzo 1807",.

L'istituzione di un Liceo a Verona fu deliberata in considerazione delle "circostanze straordinarie e speciali" del Circondario dell'Adige, benché in deroga alla legge napoleonica del 4 settembre 1802 (la prima che introdusse i licei in Italia). All'epoca, infatti, la città di Verona (divisa fra la parte austriaca e la parte francese rispettivamente alla sinistra e alla destra del fiume Adige) non era capoluogo di Dipartimento e, pertanto, non avrebbe avuto diritto a un liceo. 
Con l'annessione dell'intero Veneto al Regno Italico (dicembre 1805), Verona fu posta a capo del Dipartimento dell'Adige e il Liceo divenne "Dipartimentale".
Il successivo decreto vicereale del 14 marzo 1807, firmato da Eugenio Beauharnais, istituiva a Verona il Liceo Convitto che assorbì il precedente liceo (lo stesso decreto istituiva anche il Liceo Convitto di Venezia, ora liceo Foscarini). Il Liceo Convitto aprì i battenti nel febbraio 1808 nell'ex convento domenicano di Sant'Anastasia, nel sito dell'attuale liceo (l'edificio fu ristrutturato e ampliato, fra il 1808 e il 1814, sotto la direzione dell'architetto Bartolomeo Giuliari, e nuovamente ristrutturato e ammodernato, negli anni 1960-1963, su progetto dell'architetto Ettore Fagiuoli).
All'epoca della fondazione il ciclo di studi liceali era suddiviso in quattro anni di ginnasio e due anni di liceo. Nei primi quattro anni gli studenti apprendevano il latino, l'italiano, il francese, la retorica, la storia e la geografia oltre all'aritmetica, la calligrafia e il disegno; nel ciclo del liceo invece venivano insegnate la filosofia, la matematica (e in generale le materie scientifiche), le belle arti, il disegno o lo studio delle istituzioni civili.
Nel 1805 l'abate Giuseppe Zamboni, l'inventore della pila a secco, ottenendo il riconoscimento degli studi fatti nel campo della elettrologia, assunse l'incarico di professore di fisica sperimentale e matematica applicata.

### Il periodo asburgico
Nel 1814, col passaggio della città in mani austriache, il piano di studi del liceo viene modificato e portato a otto anni: l'abolizione del francese e delle pratiche militari, imposte in epoca napoleonica, è compensata dall'insegnamento del tedesco, e dal rafforzamento della religione.
Nel periodo asburgico il liceo-convitto è visto come un luogo in cui istruire i sudditi dell'imperatore, sudditi che devono essere prima di ogni cosa fedeli e obbedienti alle leggi. Durante questo cambiamento di rotta viene allontanato dal corpo docente un noto professore di botanica, ritenuto compromesso col precedente regime napoleonico, il professor Ciro Pollini.
Nonostante la generale moderazione portata dalla dominazione asburgica, resta elevata la convinzione che l'obbedienza e la fedeltà verso l'imperatore siano i doveri principali degli studenti. Tali doveri si evincono da tre eventi: il primo, nel 1822, quando il liceo commissiona un quadro, in onore di Francesco I d'Austria, in cui l'imperatore venga raffigurato nell'atto di premiare gli studenti che si sono distinti negli studi, il secondo, nel 1838, quando il successore, Ferdinando I d'Austria, visita la scuola salutato da un'accoglienza calorosa, il terzo, nel 1857, quando l'imperatore Francesco Giuseppe I d'Asburgo esprime ufficialmente la sua soddisfazione per come è stato accolto.

### Il periodo italiano
«Laus deo, Viva l'Italia» - così il registro del protocollo del liceo l'ottobre 1866, periodo in cui le truppe del Regno d'Italia entrano a Verona. I cambiamenti rispetto al precedente dominatore sono quasi esclusivamente formali, tanto che viene mantenuto lo stesso direttore, Giusto Grion, accusato però di essere un voltagabbana.

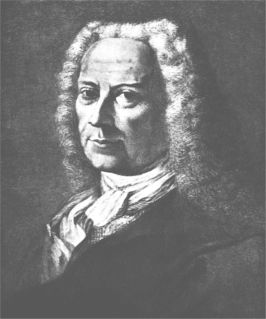
Ritratto di Scipione Maffei.

Gli studenti del Maffei che fondarono lHellas

Nel liceo scompaiono le effigi degli imperatori austriaci e compaiono quelle di Vittorio Emanuele II d'Italia, inoltre viene cambiato il nome in "regio liceo Scipione Maffei". Uno dei cambiamenti sostanziali viene apportato alle pratiche religiose, tanto curate in epoca asburgica, che vengono improvvisamente ridotte fino alla scomparsa totale. L'abolizione delle pratiche religiose fa parte però di un processo più ampio di laicizzazione del liceo: il corpo docenti, composto quasi totalmente da ecclesiastici in epoca asburgica, verrà negli anni rimpiazzato con docenti laici. Contemporaneamente vengono ripristinati gli esercizi e le pratiche militari, così come in epoca napoleonica, che culminano con la "Legione Accademica", una piccola guarnigione formata da studenti del liceo. Sul piano culturale il liceo non cambia molto rispetto al periodo asburgico e resta una scuola severa oltre che molto selettiva, tuttavia il prestigio proprio della scuola viene intaccato dalla scarsità di mezzi a disposizione. Tale problema persistette a lungo, tanto che nel 1918 un'ispezione ministeriale accerta la necessità di un nuovo edificio.
Una grande innovazione arriva nel 1883 quando si diploma la prima studentessa del liceo: Fiorina Salvoni. Sul finire del XIX secolo il numero di studentesse è esiguo rispetto agli studenti maschi, ma già dalla prima metà del Novecento questo dato verrà gradualmente ribaltato insieme ad altri usi degli studenti: è infatti datato 1903 il primo sciopero, mentre risale al 1906 "Satanasso", un giornale studentesco.
Nell'ottobre 1903 un gruppo di studenti fondò un club calcistico e lo battezzò Associazione Calcio Hellas, oggi Hellas Verona Football Club, (per ricordare l'antica Ellade, ovvero l'odierna Grecia) su proposta del professor Decio Corubolo, per l'appunto insegnante di greco; primo presidente venne eletto il conte Fratta Pasini, con un fondo pari a 32 lire e colori sociali giallo e blu in richiamo al gonfalone della città.
Le celebrazioni per il primo centenario (1807-1907) vengono posticipate e l'evento verrà celebrato solo nel 1909: per tale ricorrenza l'allora preside della scuola Tullio Ronconi pubblica su Studi Maffeiani un saggio sulle origini del liceo.

#### La prima guerra mondiale
Durante il periodo antecedente l'entrata in guerra sia i docenti che gli studenti del liceo sono orientati sulla linea interventista, e molti partiranno volontari, proseguendo l'inclinazione patriottica che aveva caratterizzato il liceo a cavallo dei due secoli. Ma con l'inizio della guerra il liceo vive un momento di crisi: i docenti vanno incontro a difficoltà economiche a causa dei tagli degli stipendi, gli studenti diminuiscono drasticamente a causa della chiamata alle armi.
Circa ottanta non tornano del fronte e un professore, Enrico Sicher, muore il 14 novembre 1915 colpito da una scheggia durante i bombardamenti austriaci. A causa del conflitto la terza liceo dell'anno scolastico 1917/1918 è ridotta a soli 7 studenti. Tale sacrificio all'epoca fu ricordato realizzando un parco della memoria nell'area tra la scuola e l'Adige (oggi adibita a parcheggio) in cui ad ogni caduto fu dedicato un alberello ed è tutt'oggi ricordato nel chiostro del liceo da una targa commemorativa che elenca i nomi di tutti gli studenti caduti in guerra e da un ricordo marmoreo alla memoria del professore Enrico Sicher.

#### Il periodo fascista
Fra le prime riforme apportate dal regime fascista spicca quella dell'istruzione, riforma Gentile, che investe anche il ciclo scolastico ospitato nel liceo.
Nei primi anni venti la presenza femminile va aumentando, così come il numero generale di iscritti al liceo che si attesta a circa 500 unità. Nonostante la crescita degli iscritti la scuola resta ancora selettiva e severa: gli studenti indisciplinati vengono sottoposti ad interrogatori in cui sono trattati come veri e propri imputati.
Negli anni trenta la popolazione del liceo raddoppia e si arriva a più di 1000 studenti, di cui 400 sono ragazze. In tale periodo la riforma Gentile entra a pieno regime, e con essa anche il processo di fascistizzazione.

#### Le leggi razziali e il caso Bonaventura
Le leggi razziali si ripercuotono anche sulla vita del liceo, e, oltre al generale divieto di utilizzare libri di autori di razza ebraica, vi è anche l'allontanamento forzato di Corrado Bonaventura. Corrado Bonaventura è stato docente di Scienze presso il Maffei dal 1922 fino al 1938, anno in cui venne espulso dalla scuola a seguito delle famigerate leggi in quanto ebreo. Nel chiostro del liceo è posta una targa che lo ricorda, dedicatagli dalla sezione A degli anni 1936/1939.

#### La seconda guerra mondiale e il dopoguerra
Durante la seconda guerra mondiale la vita scolastica del liceo vede un periodo di crisi simile a quello della prima guerra mondiale: la situazione è incontrollabile e, anche a causa della guerra, è impossibile ricondurre la scuola ad una vita normale. Gli stessi alberi del Parco della memoria, piantati a ricordo dei Maffeiani caduti della prima guerra mondiale, vennero abbattuti per farne legna per il riscaldamento.
Terminata la guerra, il collegio docenti riprende l'attività scolastica escludendo dalle assemblee i docenti in attesa di giudizio per ragioni politiche. Lo stesso preside, Lamberto Chiarelli, viene sospeso per poi essere rinominato preside presso un istituto di Ferrara. Alla direzione della scuola viene posto il professor Aldo Pasoli che eserciterà il suo ruolo di preside fino alla morte, nel dicembre del 1961. Va ricordato che alla memoria del professor Aldo Pasoli è stata dedicata una scuola di Verona nel quartiere di Borgo Venezia.
Fra la fine della guerra e gli anni cinquanta il liceo cerca di tornare alla normalità, ma a causa di diversi problemi (fra tutti lo stato dell'edificio) che verrà ristrutturato soltanto negli anni sessanta. Questa ristrutturazione cambierà definitivamente il volto del liceo trasformandolo da scuola-convitto al definitivo liceo conosciuto oggi.

## La biblioteca
La biblioteca del liceo Maffei risale all'epoca napoleonica, quando fu costituita con i volumi sequestrati con gli editti imperiali ai conventi. Tali opere sono ancora oggi conservate all'interno della biblioteca e ad esse si sono aggiunte nel passare del tempo altre 25.000 opere di ogni genere ed epoca. Sono presenti incunaboli, cinquecentine, seicentine, settecentine, il Fondo risalente alla fondazione, il Fondo risalente all'Unità d'Italia, il Fondo del Novecento e le ultime acquisizioni. Il tutto è suddiviso in tre compartimenti: Biblioteca storica (per i libri antecedenti il 1830), Biblioteca di conservazione (per i libri editi fra il 1830 e il 1950) e Biblioteca moderna (per i libri successivi il 1950), l'unica con disponibilità di prestito.
Nella biblioteca è inoltre presente l'archivio storico, contenente i documenti e registri scolastici, del periodo compreso fra il 1807 e il 1950, e l'archivio più recente, con documenti e registri risalenti al periodo compreso fra il 1950 ed oggi.

## Le sedi
Il liceo Maffei è strutturato in due diverse sedi: la centrale in via Massalongo 4 e quella di via Venier 6.

### Sede centrale

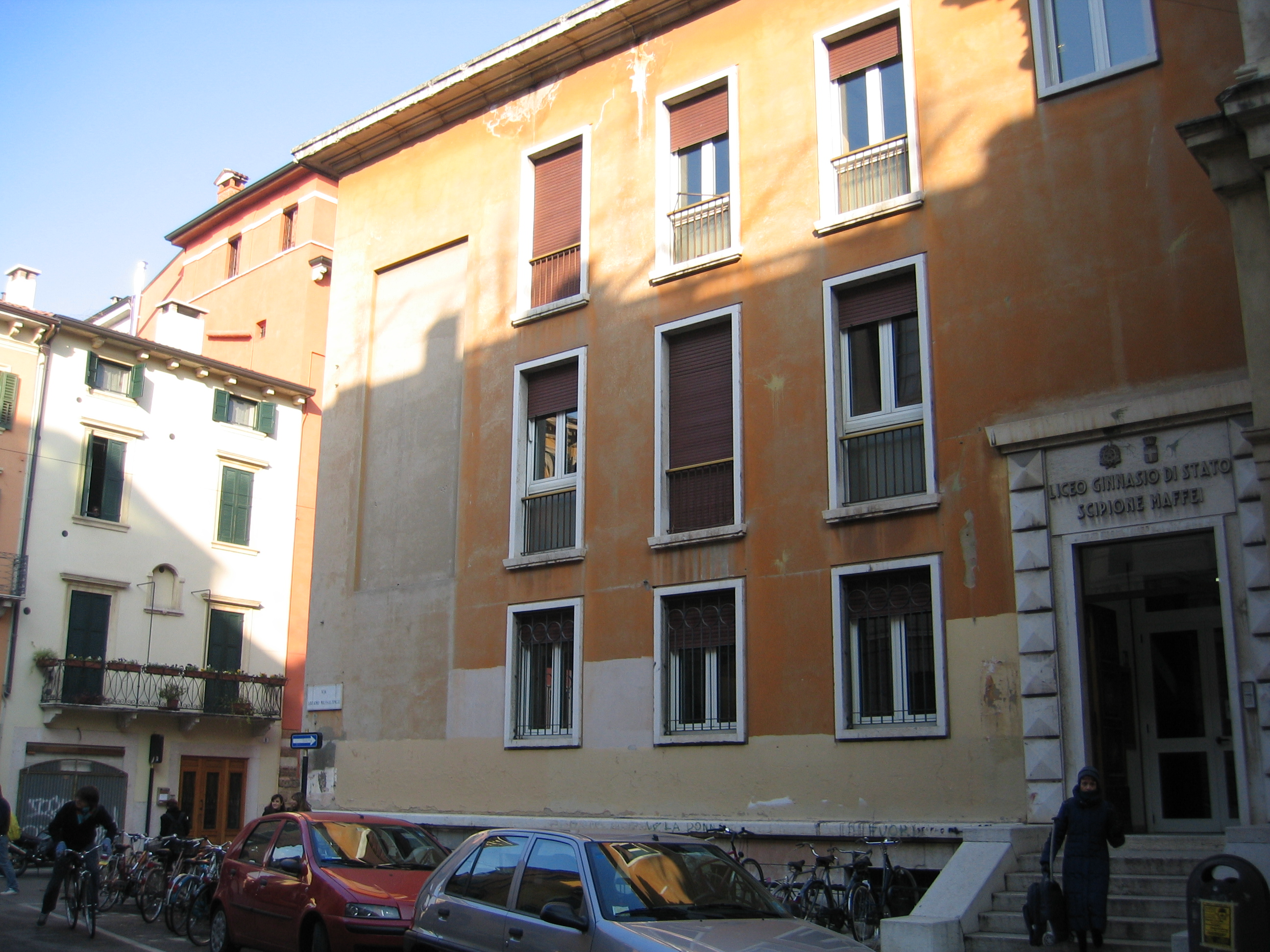
Entrata secondaria del liceo, prima della ristrutturazione (sede centrale)

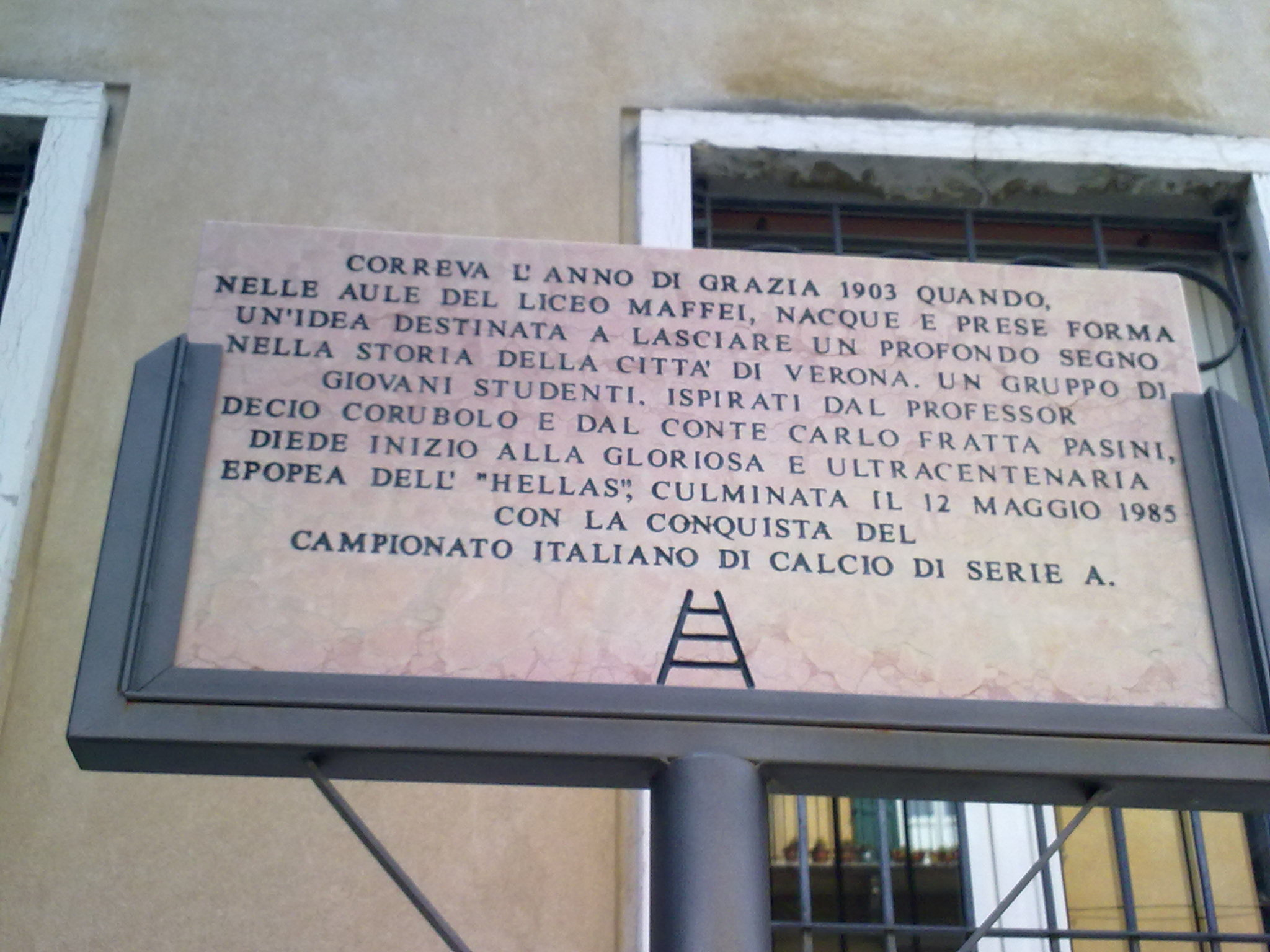
Targa celebrativa della fondazione dell'Hellas Verona davanti al Liceo Scipione Maffei

L'edificio della sede centrale, situato in pieno centro, ospita il liceo fin dalla sua fondazione nel 1807. Prima di questa data era un convento dei domenicani, la cui chiesa di pertinenza era proprio la prospiciente Sant'Anastasia. L'edificio negli anni sessanta del XX secolo, oramai obsoleto per le attività didattiche, fu quasi del tutto ricostruito da zero, assumendo la forma che ha tutt'oggi.
È nella sede centrale che si svolgono gran parte delle attività del liceo, tra cui convegni, concerti d'istituto, scuola di teatro, assemblee autogestite e giornate particolari, come il Giorno della Memoria. Inoltre la sede centrale è centro di particolare riferimento culturale e scientifico non solo per gli interni al liceo, ma anche per le persone non frequentanti o che non lavorano nella scuola.
Questa sede è riservata agli alunni degli ultimi tre anni dei diversi indirizzi del liceo classico e del Liceo Linguistico. La sede è anche dotata di palestra, campo da calcio, chiostro, laboratori multimediale e scientifico, aule di musica e di informatica e archivi storici.

### Succursale di via Venier
Nella succursale di via Venier vi sono cortile con campo da adibire a pallacanestro, pallavolo o calcio, laboratori multimediale e scientifico, aule di musica e di informatica, aule speciali e una palestra.
Dagli inizi degli anni 2000, in Venier studiano gli alunni delle classi del ginnasio del liceo classico di tutti i potenziamenti e quelli dei primi due anni del liceo linguistico.

### Ex succursali
Nella succursale di via Selinunte, ceduta nell'anno scolastico 2011/2012, studiavano gli alunni del liceo linguistico, con massimo quattro lingue straniere: inglese, francese, tedesco e spagnolo, trasferitisi poi nella sede centrale e in quella succursale di via Venier.
Fu utilizzata successivamente una nuova succursale in via Ca' di Cozzi 39, che conteneva cinque classi del ginnasio; essendo temporanea, essa fu però lasciata alla fine dell'anno 2012 e le classi ivi ospitate furono trasferite, dal gennaio del 2013, nella sede di via Venier, il cui seminterrato era stato ampliato per ospitarle.
Dall'inizio dell'anno scolastico 2016-2017, la sede di via Massalongo ha subito dei lavori di ristrutturazione a causa della precarietà e cattive condizioni che non potevano assicurare la sicurezza degli studenti; pertanto, per sopperire a tale situazione fu trovato un accordo e delle classi furono ospitate presso l'istituto "Cangrande". Terminati i lavori e con l'inaugurazione dell'anno scolastico 2018-2019, il disagio è rientrato e la scuola è tornata a utilizzare le proprie due sedi: la principale e quella di via Venier.

## Presidi dal 1866
| Inizio | Fine | Preside             |
| ------ | ---- | ------------------- |
| 1866   | 1877 | Giusto Grion        |
| 1877   | 1880 | Ferdinando Galanti  |
| 1881   | 1897 | Giuseppe Pistelli   |
| 1897   | 1909 | Tullio Ronconi      |
| 1909   | 1917 | Giacomo Pagan       |
| 1917   | 1929 | Antonio Fajani      |
| 1929   | 1933 | Pietro Giurco       |
| 1933   | 1939 | Giuseppe Cavazzana  |
| 1939   | 1946 | Lamberto Chiarelli  |
| 1946   | 1961 | Aldo Pasoli         |
| 1961   | 1963 | De Conti            |
| 1963   | 1978 | Pier Luigi Laita    |
| 1978   | 1979 | Renzo Fainelli      |
| 1979   | 1985 | Salvatore Fini      |
| 1985   | 2011 | Francesco Butturini |
| 2011   | 2014 | Mauro Murino        |
| 2014   | 2015 | Mario Bonini        |
| 2015   |      | Roberto Fattore     |